# Mola
För sjukdomen, se druvbörd. För fisksläktet, se Mola (släkte).

Mola (finska Muolaa) var en kommun i Viborgs län i Finland, idag Krasnoselskoye landsortsregion (ryska Красносельское перешейке) i Leningrad oblast. Centralorten Kirkkoranta heter numera Pravdino (ryska Правдино). Mola har tidigare varit en del av Äyräpää eller Helga Kors socken. Mola var en enspråkigt finsk kommun.

## Historia
Äyräpää församling nämns första gången 1352 som en av tio regalförsamlingar i Finland. Vid en okänd tidpunkt avskildes Mola till en egen församling efter att ha varit ett kapell under Äyräpää. År 1493 och 1495 nämns Filpus av Mola som en av svenska underhandlare med ryska angripare. Ryssarna ödelade prästgården i Mola 1585 och brände kyrkan 18.1.1590. I Mola församling fanns på 1600-talet två kapell, Ojala och Valkjärvi (1648-1738). Församlingen var prebende för den andre teologilektorn vid Viborgs gymnasium åren 1669–1679. 
Under Stora nordiska kriget införlivades Karelska näset med Ryssland. I Mola inrättades några donationsgods, varav det största var Kyyrölä. Det gavs till senatorn och generalguvernören i Moskva, greve Grigorij Petrovitj Tjernysjev som omkring 1720 lät flytta några hundra ryska livegna från sin hembygd vid Volgas övre lopp till Mola. En ortodox församling grundades för dem 1726
Den lutherska kyrkan brann ca 1740 och en ny kyrka byggdes 1745. Den bedömdes som oduglig 1822 men fick en ersättare i sten och tegel år 1852. Mola inrättades som kommun 1870 medan Kyyrölä var en självständig kommun 1890-1934 då den återanslöts till Mola.  Bebyggelsen i Kyyrölä utplånades under Vinterkriget. Mola överläts till Sovjetunionen i mellanfredsslutet 1944.  I Sovjet och Ryssland utgör Mola inte längre ett sammanhållet förvaltningsområde.

## Kända personer från Mola
- Onni Laihanen (1916–1956), dragspelare och kompositör
- Unto Mononen (1930–1968), kompositör, sångtextförfattare och musiker
- Tamara Dernjatin (1926–2006), sångerska, medlem i Metro-tytöt

## Bilder

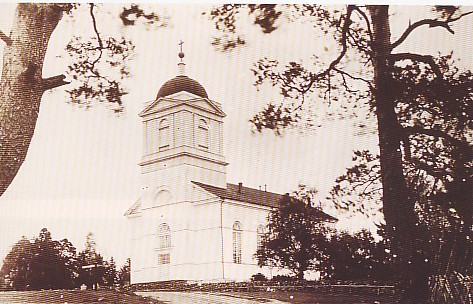
Mola lutherska kyrka (1852-1939)
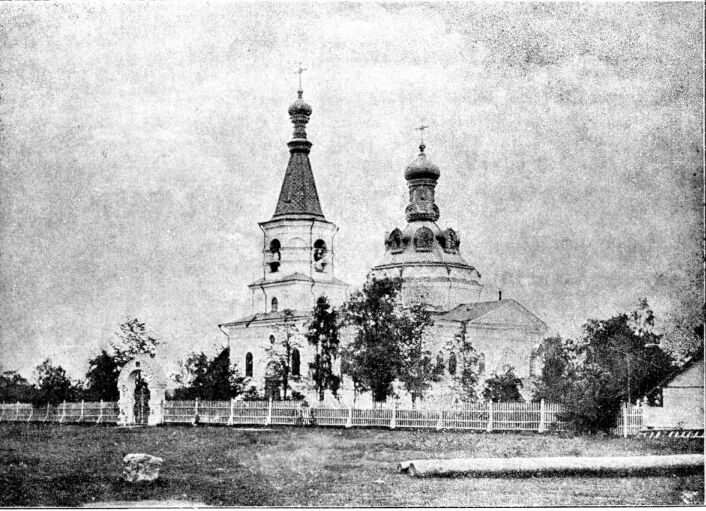
Kyyrölä ortodoxa kyrka (1898-1939)
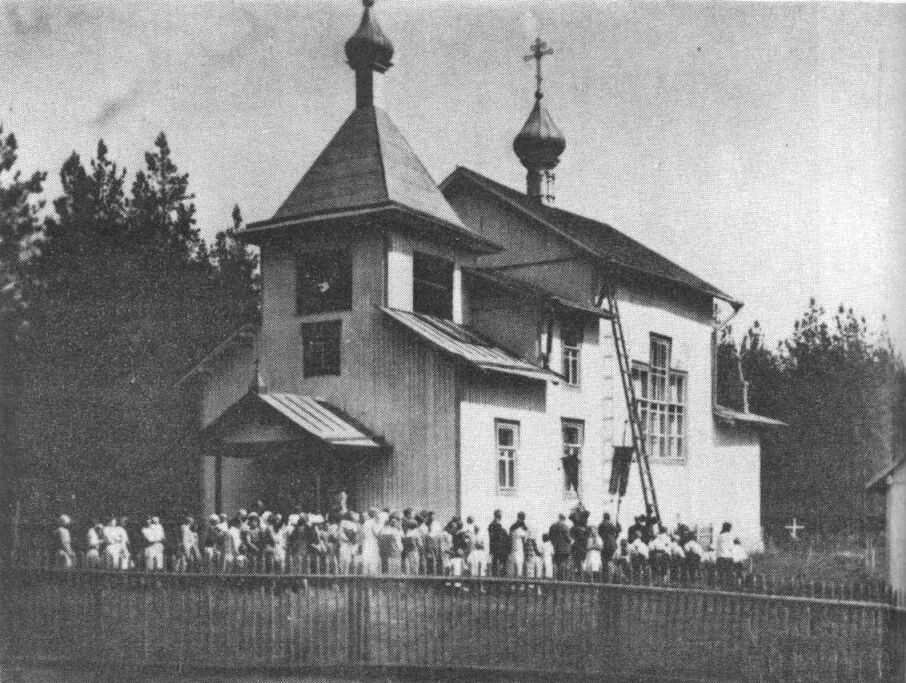
Kangaspelto ortodoxa kyrka (1921-1939)
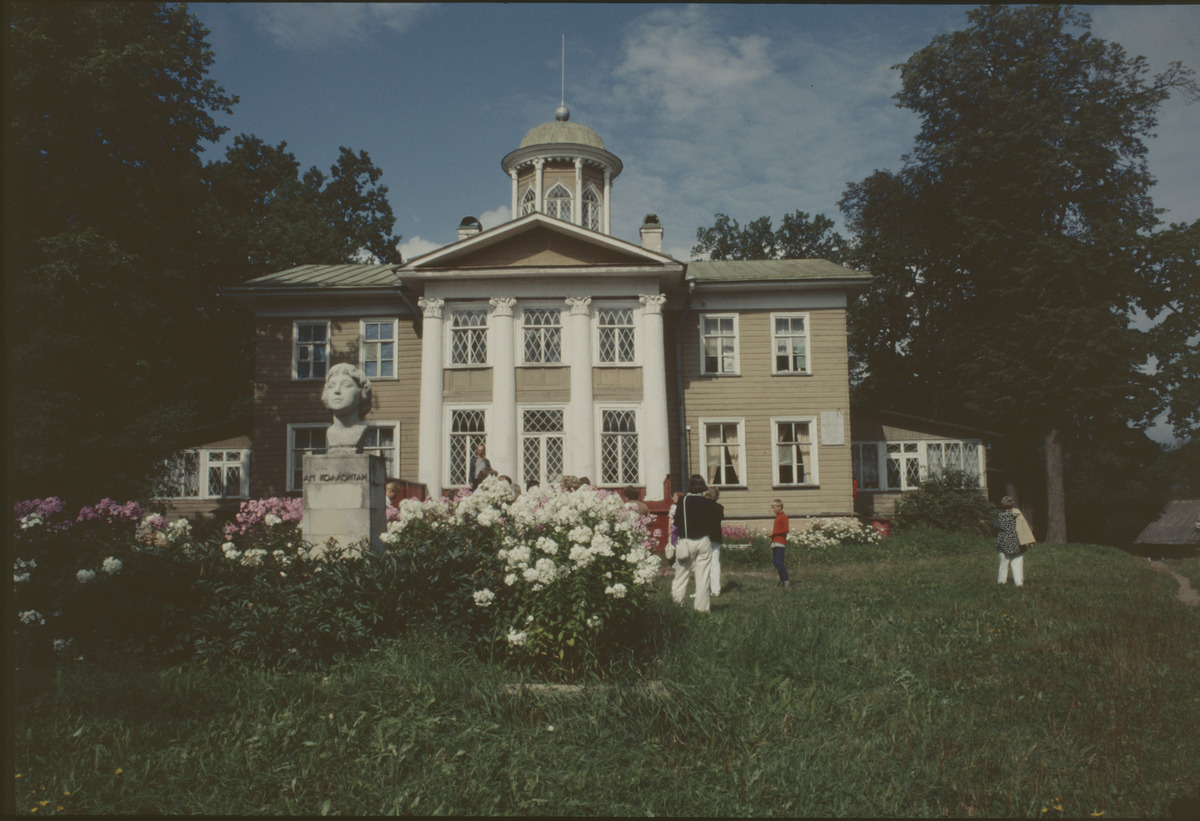
Kuusaa hov, där Aleksandra Kollontaj tillbringade barndomens somrar
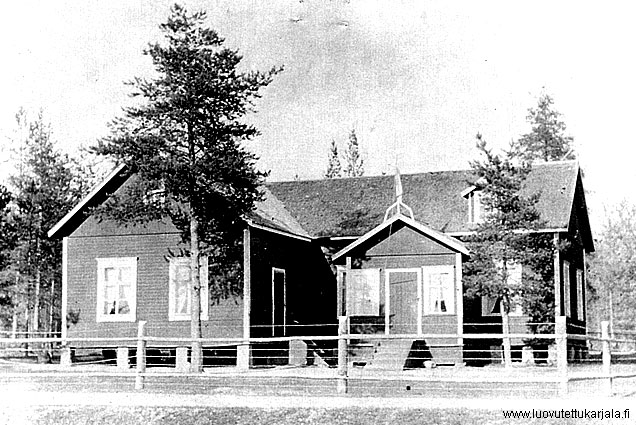
Vuotjärvi ungdomsgård